# Carl Albert Edelfelt

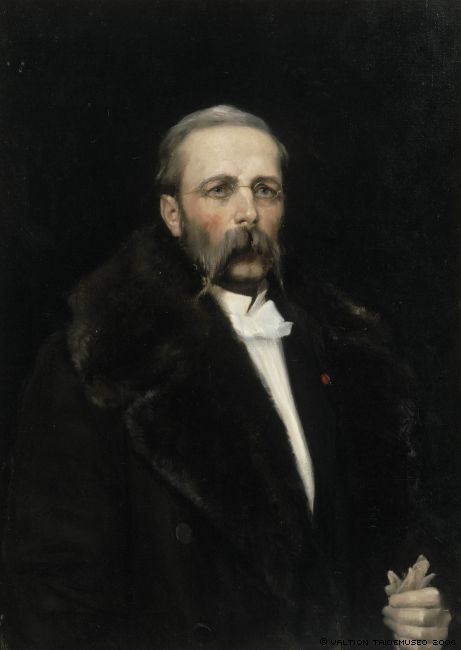
Carl Albert Edelfelt

Carl Albert Edelfelt, född 27 september 1818 i Karlshamn, död 5 mars 1869 i Helsingfors, var en svensk-finländsk arkitekt. Han var far till Albert Edelfelt.
Carl Albert Edelfelt tvingades av hälsoskäl avstå från en planerad militär karriär och utbildade sig genom självstudier till arkitekt. Han ritade bland annat det kemiska laboratoriet Arppeanum (uppkallat efter Adolf Edvard Arppe) vid Senatstorget i Helsingfors (1869). Han fick 1859 i uppdrag att rita stationsbyggnaderna för järnvägen mellan Helsingfors och Tavastehus, däribland Dickursby järnvägsstation (1861) i rött tegel. Stilmässigt blandade han nygotik och nyrenässans med inslag av samtida mellaneuropeiska stilar.
Edelfelt gifte sig 1852 med Alexandra Brandt, dotter till en förmögen köpman. Hennes hemgift utgjorde en solid ekonomisk bas för familjen och möjliggjorde en lång bildningsresa till Italien och Frankrike. Paret fick fyra barn, däribland konstnären Albert Edelfelt, författare Berta Edelfelt samt döttrarna Ellen och Berta Edelfelt. Carl Albert led av tuberkulos och avled 1869 efter ekonomiska svårigheter som slukade familjens tillgångar.

## Bildgalleri

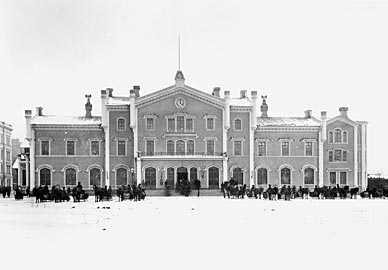
Gamla järnvägsstationen i Helsingfors 1860
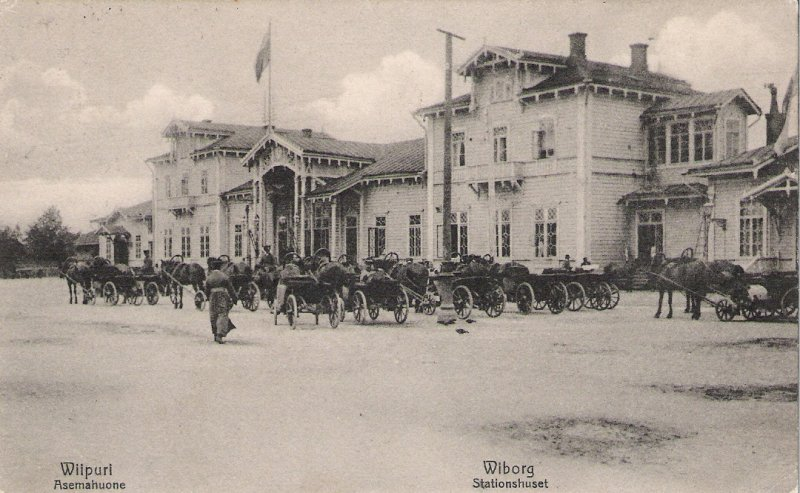
Gamla järnvägsstationen i Viborg 1870
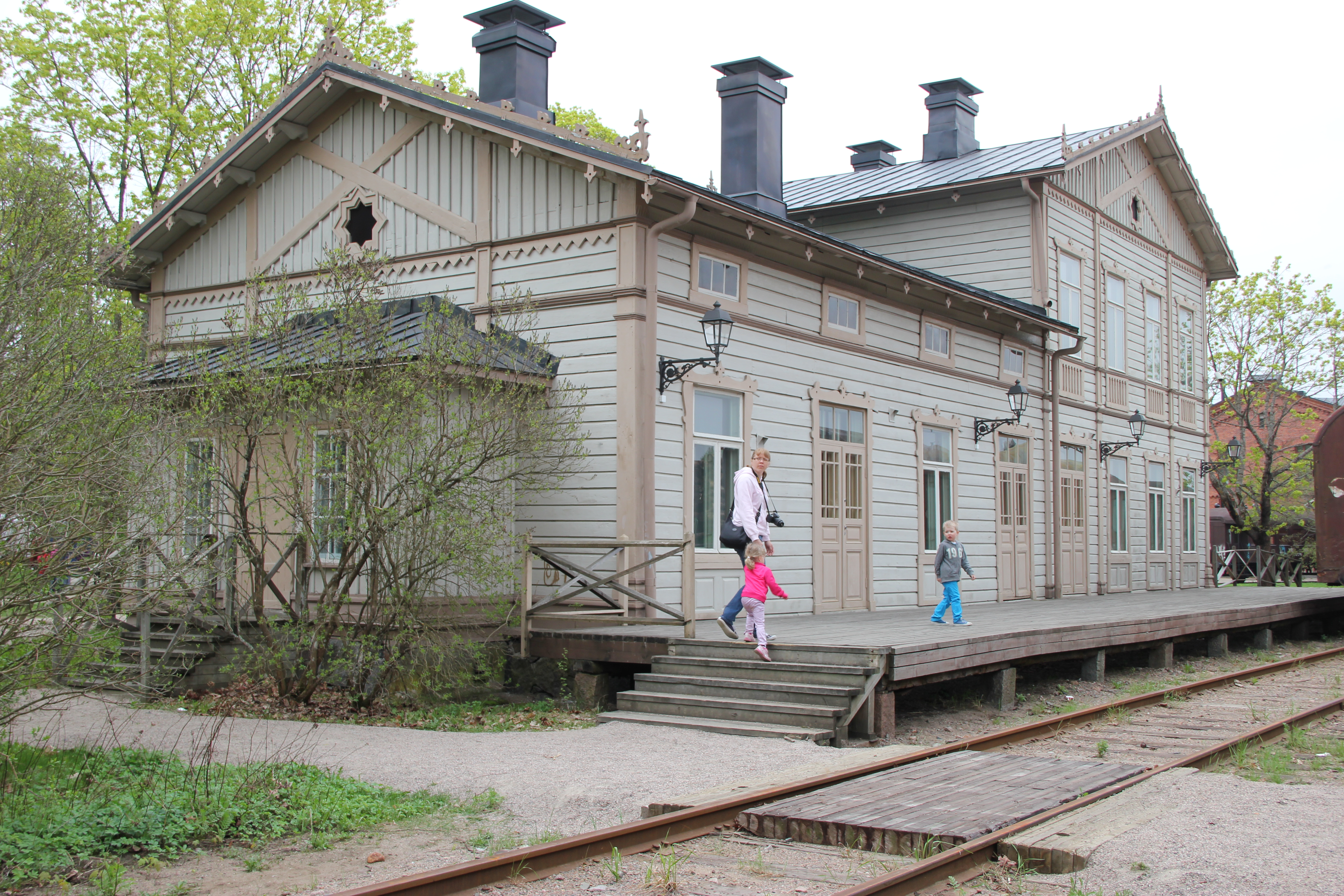
Hyvinges järnvägsstation
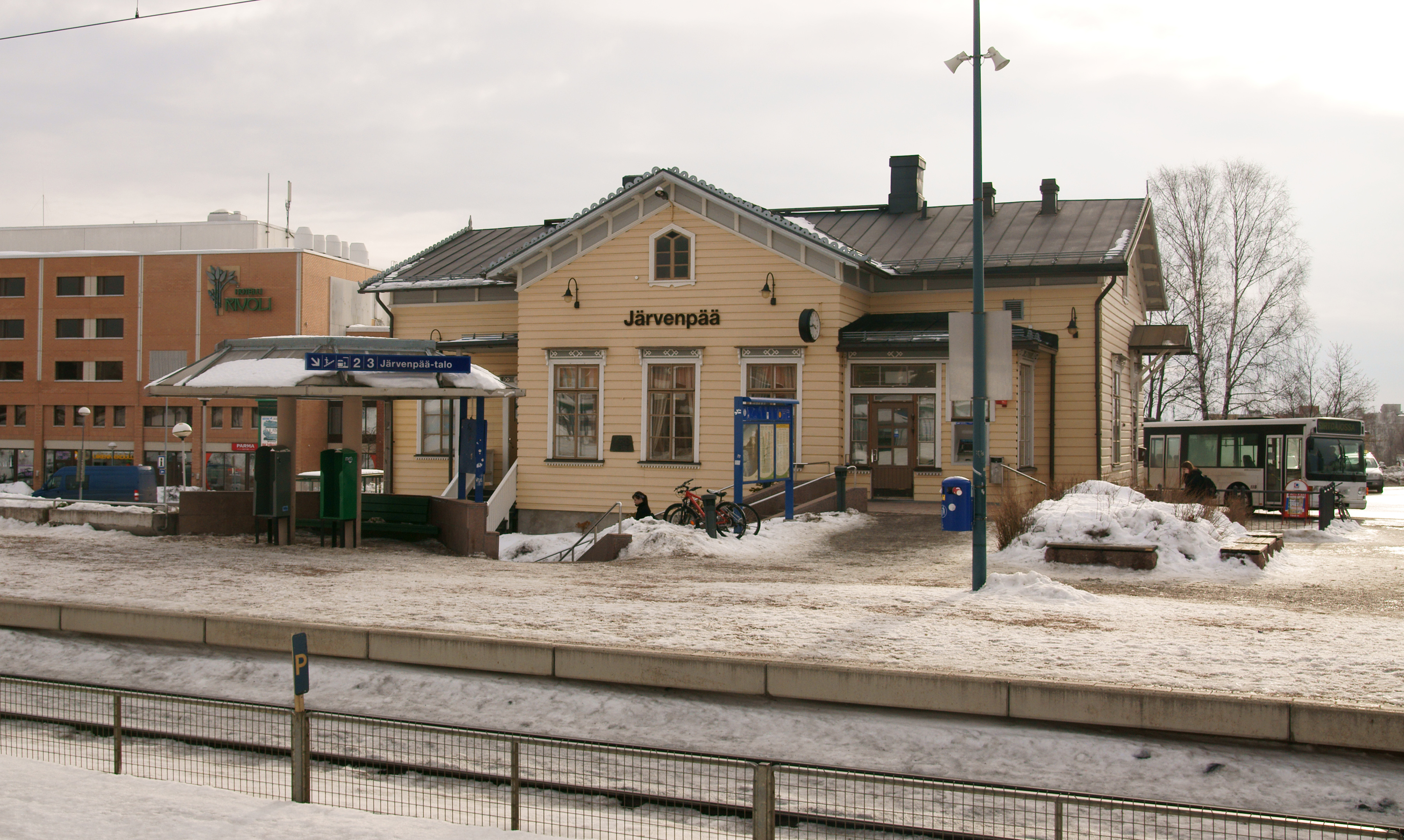
Järnvägsstationen i Träskända
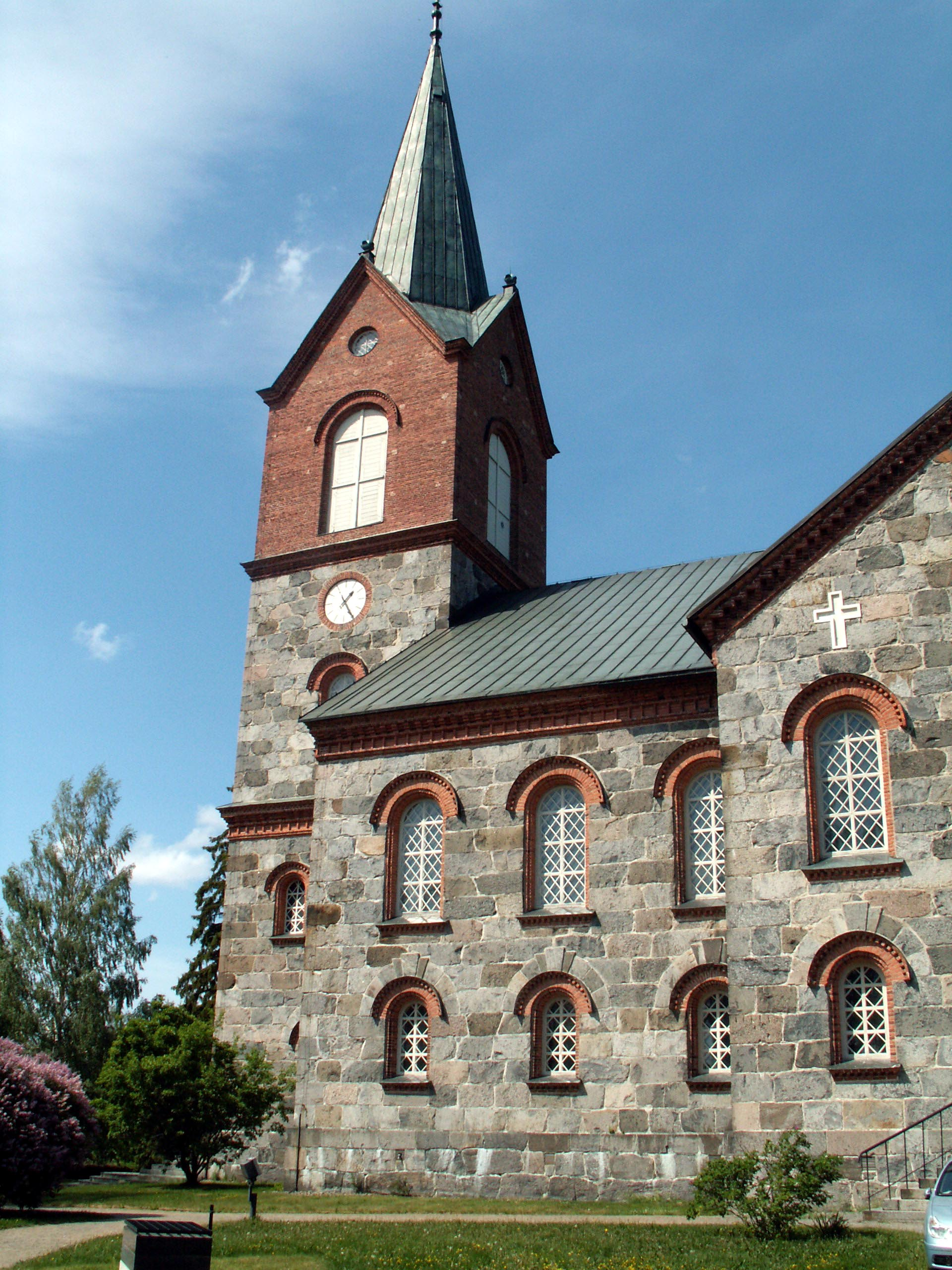
Kyrkan i Jockas